# 底张街道
底张街道，是中华人民共和国陕西省咸陽市渭城区下辖的一个街道办事处。

## 行政区划
底张街道下辖以下地区：
底张村、闫家寨村、岩村、陶家村、布里村、朱家寨村、师家寨村、孙家村、顺陵村、龙枣村、陈家村、陈马村、眭村、王村、瓦刘村、韩家村、西蒋村、岳家村和郭村。